# Планинарско друштво „Жежељ“
Планинарско друштво „Жежељ“ је спортска добровољна недобитна организација из Крагујевца, основана на неодређено време ради обављања аматерских спортских активности у области планинарства. Има статус спортског удружења. Име је добило по брду Жежељ надомак Крагујевца, популарној планинарској дестинацији.

## О друштву
Планинарско друштво „Жежељ“ је основано 1. марта 1992. године. Основала га је група грађана. У почетку је бројало свега 10 чланова да би се наредних година, а посебно од 1997, када се већа пажња почела посвећивати промовисању планинарског спорта у медијима, број чланова повећавао из године у годину, тако да сада броји око 400 чланова.
У мају 1996. године Друштво је, за потребе планинарског дома, добило на коришћење објекат бивше школе у селу Аџине Ливаде, који од маја 2009. године носи име Планинарски дом „др Соња Перишић” по преминулој планинарки, лекарки, хуманисткињи и певачици Соњи Перишић.

## Активности
Постепеним омасовљавањем Друштва стекли су се услови за извођење захтевнијих планинарских акција, тако да је већ 1997. године изведена прва високогорска акција на највиши врх у тадашњој СРЈ – Ђеравицу (2656 m) на Проклетијама. Касније су следиле акције на највише врхове Балкана, Европе, Африке, Јужне Америке, све до највиших Хималајских врхова. Последњих година Друштво организује 70-ак планинарских акција годишње, са просечним бројем од 45 планинара по акцији.
Осим планинарских акција, активности Друштва обухватају и:
- обуку за планинаре[4]
- рад на еколошком образовању деце и младих[5]
- акције пошумљавања[6]